# Redwood Materials
Redwood Materials, Inc., ist ein US-amerikanisches Unternehmen mit Hauptsitz in Carson City, Nevada. Das Unternehmen möchte Recycling von Lithium-Ionen-Akkumulatoren betreiben und Batteriematerialien für Elektromobilität und elektrische Speichersysteme herstellen. Redwood Materials kam im Juli 2021 auf eine Unternehmensbewertung von 3,7 Milliarden US-Dollar. 2020 hatte das Unternehmen 50 Mitarbeiter. 2023 war die Anzahl der Mitarbeiter auf 800 gestiegen.

## Geschichte
Redwood Materials wurde 2017 von JB Straubel gegründet, der bis 2019 als Chief Technical Officer für Tesla, Inc. arbeitete. Das Unternehmen begann mehrere Stätten in Nevada zu errichten, in denen Lithium-Ionen-Akkumulatoren, welche in Elektroautos verwendet werden, und Elektroschrott zu recyclen und kritische Materialien wie Lithium, Nickel und Cobalt im Rahmen einer Kreislaufwirtschaft wiederzugewinnen. Dabei kooperierte Redwood mit Unternehmen wie Panasonic und Automotive Energy Supply.
2021 verkündete das Unternehmen, 700 Millionen von verschiedenen Investoren in einer Finanzierungsrunde erhalten zu haben. Damit soll eine Produktionsstätte errichtet werden, in der aus recycelten Stoffen Batteriematerialien produziert werden. Bis 2025 soll die Kapazität der Produktionsstätten auf 100 GWh ausgebaut werden, genug für eine Million Elektrofahrzeuge. 2030 soll die Kapazität auf 500 GWh steigen.
Redwood übernahm 2023 das deutsche Recyclingunternehmen Redux. Davor hatte das Unternehmen einen Kredit in Höhe von zwei Milliarden US-Dollar von dem Energieministerium der Vereinigten Staaten erhalten.
Im Januar 2024 machte Redwood den ersten Spatenstich für eine neue, 3,5 Milliarden Dollar teure Batteriefabrik in South Carolina und gab an, dass die Fabrik zu 100 % elektrisch betrieben wird und 0 % fossile Brennstoffe in ihrem Prozess verwendet werden, wenn sie in Betrieb ist. Im Mai 2024 wurde Redwood vom Time-Magazine als eines der 100 einflussreichsten Unternehmen des Jahres 2024 aufgeführt.

## Investoren
Zu den Investoren in Redwood Materials zählen u. a. Goldman Sachs, Baillie Gifford, Fidelity, Bill Gates und der Climate Pledge Fund von Amazon.